# Еноні
Еноні (англ. Anohni; повне ім'я: Еноні Хегарті, англ. Anohni Hegarty; раніше: Ентоні Хегарті, англ. Antony Hegarty; 24 жовтня 1971, Чичестер, Англія) — співачка, авторка пісень і візуальна художниця. Вона є солісткою гурту Anohni and the Johnsons, раніше відомого як Antony and the Johnsons.
Вона розпочала свою музичну кар'єру, виступаючи з ансамблем нью-йоркських музикантів під назвою Antony and the Johnsons. Їхній однойменний перший альбом вийшов у 2000 році на лейблі Девіда Тібета Durtro. Їхній другий альбом, I Am a Bird Now (2005), мав комерційний і критичний успіх, принісши їй музичну премію Mercury Prize.
У 2016 році Еноні стала першою відкритою трансґендерною виконавицею, номінованою на премію Оскар; вона була номінована на премію «Оскар» за найкращу пісню до фільму разом з Джей Ральфом за пісню «Manta Ray» у фільмі Racing Extinction. Її дебютний сольний альбом Hopelessness вийшов у травні 2016 року і отримав широке визнання критиків, включаючи ще одну номінацію на Mercury Prize та премію Brit Award. 2022 року вона співпрацювала з Hercules і Love Affair і заспівала у половині альбому In Amber, який вийшов у червні. 2023 року Rolling Stone помістив Еноні на 192 місце у списку 200 найкращих співаків усіх часів.

## Ранні роки
Еноні народилася в 1971 році в Чичестері, Англія. Вона змалку ідентифікувала себе як трансґендерна людина. 1977 року її сім'я на рік переїхала до Амстердаму, а потім, у 1981 році, вони переїхали до затоки Сан-Франциско в Каліфорнії, оселившись у Сан-Хосе, де Еноні відвідувала середню школу Лінкольна, вивчала музику і була завзятою колекціонеркою платівок. У 2005 році вона розповіла The Telegraph: «Я слухала Orchestral Manoeuvres in the Dark, Кейт Буш, Culture Club, Елісон Моє і особливо Marc and the Mambas, який був неймовірно темним і емоційним сайд-проєктом Марка Алмонда». Еноні також згадувала, як «бачила своє відображення» в Бой Джорджі, вокалісті Culture Club.
У 1990 році Еноні переїхала на Мангеттен, щоб відвідувати експериментальне театральне крило Нью-Йоркського університету. 1992 року вона заснувала перформанс-колектив Blacklips, пізніше знаний як Blacklips Performance Cult, разом із творчою партнеркою Йоханною Константін, і провела наступні кілька років, співаючи в барах і клубах у неробочий час, використовуючи попередньо записані касети як самоакомпанемент, а також пишучи і ставлячи нічні театральні постановки.

## Музична кар'єра

### Antony and the Johnsons
Після отримання ґранту від Нью-Йоркської фундації мистецтв за постановку вистави «Народження Анни Франк / Вознесіння Марші П. Джонсон» 1996 року у Performance Space 122, Еноні запросила акомпануючих музикантів для запису низки пісень, які вона написала на початку 1990-х. Вперше ансамбль виступив під назвою «Antony and the Johnsons» в клубі The Kitchen в рамках інсталяції композитора Вільяма Басінського «Життя на Марсі» у 1997 році. У 1999 році гурт почав частіше виступати у таких місцях, як Joe's Pub та The Knitting Factory у Нью-Йорку. Британський експериментальний музикант Девід Тібет з Current 93 почув запис і запропонував випустити його на своєму лейблі Durtro; дебютний альбом, Antony and the Johnsons, вийшов у 2000 році. 2001 року Еноні випустила наступний EP на Durtro, I Fell in Love with a Dead Boy, який, окрім заголовного треку, включав кавер на пісню Девіда Лінча/Анджело Бадаламенті «Mysteries of Love» та пісню Current 93 «Soft Black Stars».
Альбом I Am a Bird Now гурту Antony and the Johnsons 2005 року включав запрошені виступи Лу Ріда, Бой Джорджа, Руфуса Вейнрайта та Девендри Банхарт. Альбом вийшов у Північній Америці на лейблі Secretly Canadian Records, а в Європі — на лейблі Rough Trade. Він здобув британську премію Mercury Prize і був названий альбомом року за версією журналу Mojo. На підтримку I am a Bird Now гурт півтора року гастролював Північною Америкою, Європою, Австралією та частково Південною Америкою. Пісня «Bird Gerhl» увійшла до саундтреку до фільму V означає Вендетта.

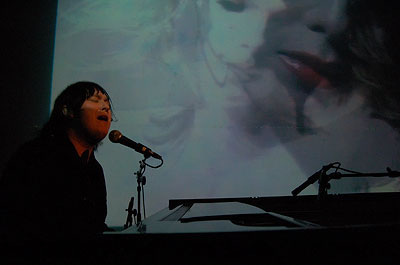
Еноні у 2008 році

Antony and the Johnsons співпрацювали з режисером-експериментатором Чарльзом Атласом і представили фільм TURNING у листопаді 2006 року в Римі, Лондоні, Парижі, Мадриді та Бразі (Португалія). Під час концерту були показані відеопортрети групи жінок з нью-йоркського метро в прямому ефірі. The Guardian назвав твір «крихким, життєствердним і справді чудовим (п'ять зірок)», а паризька Le Monde назвала TURNING «Концертом-маніфестом транссексуалів».
У 2007 році Еноні створила оригінальний саундтрек до відео Ніка Найта з дизайном Хусейна Чалаяна. 2008 року вона співпрацювала з Prada, створивши пісню «The Great White Ocean» для їхньої рекламної кампанії.
EP Another World, що складається з 5 пісень, вийшов 7 жовтня 2008 року. Третій альбом Antony and the Johnsons, The Crying Light, вийшов 19 січня 2009 року. Альбом посів перше місце в європейському чарті Billboard. Еноні описала тему альбому як «пейзаж про майбутнє». Альбом звів Брайс Гоґґін, а аранжування зробив Ніко Мулі. Енн Пауерс для онлайн-видання LA Times написала про The Crying Light: «Це найособистіша екологічна заява з усіх можливих, яка встановлює непередбачуваний зв'язок між політикою ідентичності квір-культури та зеленим рухом. Як музика, вона просто вишукана — більш контрольована і продумана, ніж будь-що з того, що робили Antony and the Johnsons, і напевно залишиться в пам'яті слухачів». Після туру Північною Америкою та Європою на підтримку свого нового альбому, Antony and the Johnsons представили унікальну постановку «The Crying Light» з Манчестерською камератою в Манчестерському оперному театрі на Манчестерському міжнародному фестивалі 2009 року. Концертна зала була трансформована лазерними ефектами, створеними художником-інсталяціонером Крісом Левіном. Влітку 2009 року Antony and the Johnsons виступали з симфонічними концертами по всій Європі, в тому числі з Ліонським оперним оркестром, оркестром «Метрополь», Римським симфонічним оркестром та Джазовий фестивальним оркестром Монтре. У Залі Плеєль у Парижі Еноні з'явилась у костюмі, розробленому Ріккардо Тіші з Givenchy.
Восени 2010 року вийшов міні-альбом Thank You for Your Love, а в жовтні — повноформатний альбом Swanlights. Видавництво Abrams Books також опублікувало книжкове видання Swanlights з малюнками та колажами Еноні та фотографіями Дона Фелікса Сервантеса. Наприкінці жовтня Еноні виступила зі спеціальним концертом у Нью-Йорку в Лінкольн-центрі, щоб вшанувати пам'ять танцюриста Кадзуо Оно, який помер у червні 2010 року.
У січні 2011 року Еноні була гостею програми Wintergasten на голландському телеканалі VPRO і взяла інтерв'ю у Леона Вердоншота, в якому обговорювала свої політичні та екологічні погляди, посилаючись на різні фрагменти фільмів.
Еноні виступила на конференції TED у Лонг-Біч у 2011 році на сесії «Радикальна співпраця».
Під час Манчестерського міжнародного фестивалю 2011 року Еноні була музичним керівником вистави «Життя і смерть Марини Абрамович», біографії «хрещеної матері» мистецтва перформансу, переосмисленої режисером Робертом Вілсоном за участю Віллема Дефо, Марини Абрамович та Еноні. Згодом твір був поставлений у Мадриді, Амстердамі, Антверпені, Базелі, Торонто (в рамках фестивалю Luminato) та Нью-Йорку.
У січні 2012 року Antony and the Johnsons були представлені Музеєм сучасного мистецтва в Радіо-Сіті Мьюзік-холі у виставі «Swanlights», спільній роботі лазерного художника Кріса Левіна та сценографа Карла Робертшоу. Вистава була описана The New York Times у рецензії Джона Паралеса під назвою «Крики з серця, що розбиваються, як хвилі». Ця колаборація також була поставлена в Королівському оперному театрі в Лондоні в 2013 році і в Театро Реал в Мадриді в 2014 році.

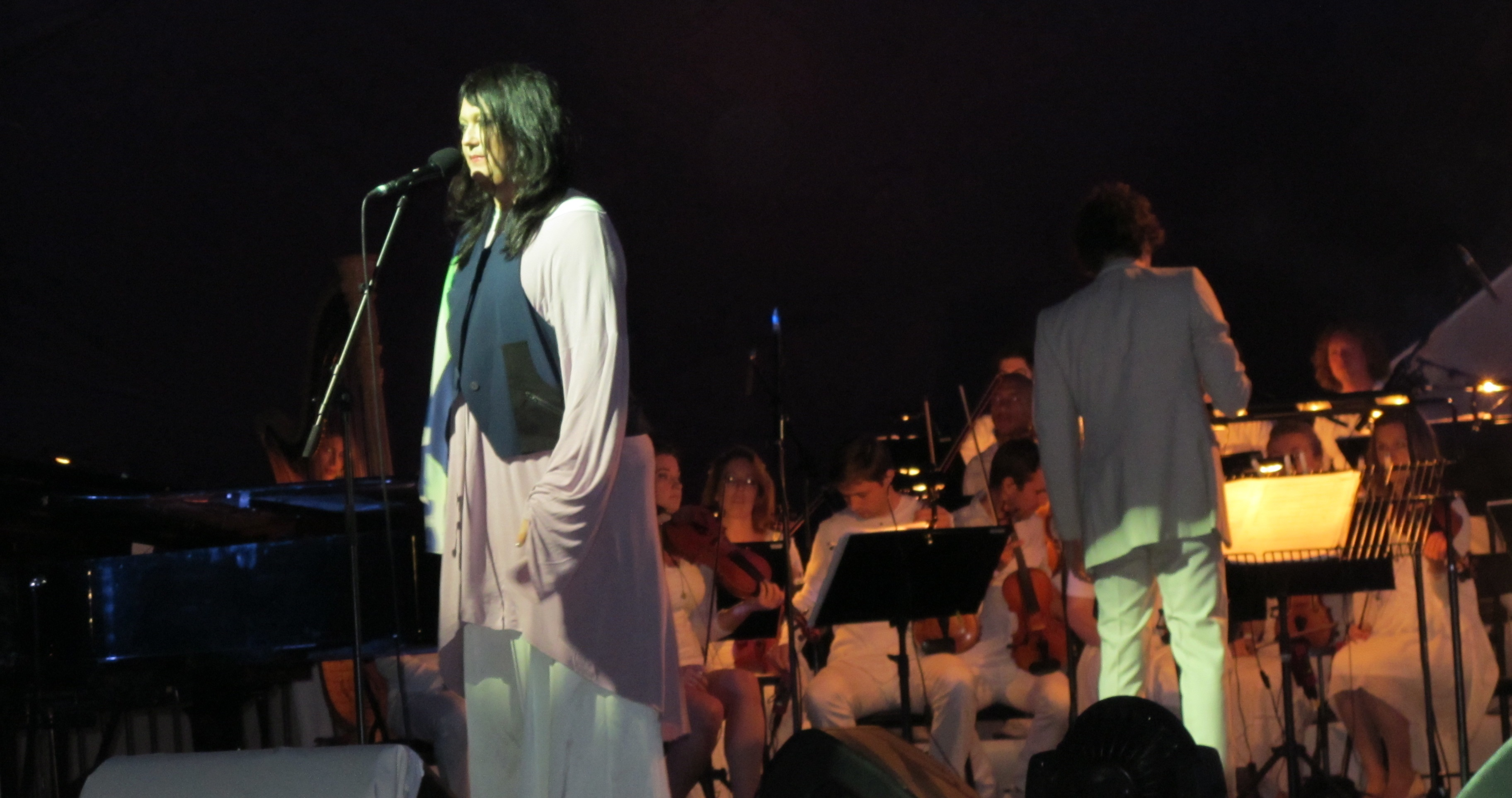
Antony and the Johnsons під час виступу з Heritage Orchestra, 2012

У серпні 2012 року гурт Antony and the Johnsons випустив концертний симфонічний альбом Cut the World за участі оркестру Данського радіо. До альбому увійшов розмовний трек «Future Feminism», в якому Еноні розповідає про своє бачення зв'язку між фемінізмом та екологією. У кліпі на пісню «Cut the World», знятому режисером Набілем, знялися Віллем Дефо, Каріс ван Гаутен і Марина Абрамович.
Еноні була куратором виставки Meltdown 2012 у Саутбенк-центрі в Лондоні.
Еноні була «почесною гостею» Мельбурнського фестивалю в жовтні 2012 року, де представила нову постановку «Swanlights», а також показала фільм Чарльза Атласа Turning, фільм Лінетт Волворт Coral: Rekindling Venus та презентувала виставку своїх малюнків і колажів Paradise.
Еноні виступила з оркестром на показі весняної колекції Givenchy 2013 року в Парижі, заспівавши пісню «You Are My Sister» і розкривши тему майбутнього фемінізму в літературі, розповсюдженій на заході.
У червні 2015 року Antony and the Johnsons виступили на фестивалі Dark Mofo в Тасманії на підтримку народу марту з Парннгурра в Західній Австралії, який бореться проти розробки уранової шахти поблизу їхньої громади канадськими транснаціональними компаніями Cameco і Mitsubishi. Еноні разом з представниками марту виступила на прес-конференції в MCA в Сіднеї та в програмі «Q and A» на телеканалі ABC, щоб підтримати цю справу.
Еноні співпрацювала з композитором Джей Ральфом над піснею «Manta Ray» з документального фільму про довкілля Racing Extinction. Пісня отримала номінацію за найкращу оригінальну пісню на 88-й церемонії вручення премії Оскар. Еноні опублікувала заяву, в якій висловила незадоволення рішенням академії схарактеризувати її за кілька днів до церемонії як таку, що була «викреслена» зі складу через «брак часу», хоча насправді її ніколи не просили виступати насамперед. Вона заявила, що «пісня про екоцид… може не продати рекламний простір» і що система «соціального гноблення та обмежених можливостей для транссексуалів була використана капіталізмом у США, щоб розчавити наші мрії та наш колективний дух». Вона не була присутня на заході.

### Anohni
23 лютого 2015 року Еноні анонсувала свій п'ятий альбом Hopelessness на сайті гурту Antony and the Johnsons та у Facebook. Спільно спродюсований Еноні, Oneohtrix Point Never і Hudson Mohawke, це був її перший альбом, що вийшов під її ім'ям Еноні, яке вона використовувала в особистому житті «протягом багатьох років». В анонсі Еноні описала альбом як «електронний запис з гострими зубами», а британська The Independent схарактеризувала його як «гіркувато-красивий запис». The Quietus писали: «Ранні інтерв'ю вказували на бажання створити „танцювальний/експериментальний електронний запис з досить похмурим тематичним підґрунтям“, і в цьому відношенні Еноні та її колеги досягли успіху».
30 листопада 2015 року Еноні випустила «4 Degrees», першу пісню з альбому Hopelessness. Коментуючи головний сингл альбому в інтерв'ю для фанатів на початку року, Еноні заявила, що вона «втомилася сумувати за людством», додавши, що вона відчуває, що «була не зовсім чесною, вдаючи, що я не є частиною проблеми. „4 Degrees“ — це свого роду жорстока спроба притягнути себе до відповідальності, не лише оцінити свої наміри, але й замислитися над справжнім впливом моєї поведінки».
9 березня 2016 року відбулася прем'єра другого синглу альбому «Drone Bomb Me» на шоу Енні Мак на BBC Radio 1 у супроводі музичного відео, знятого режисером Набілом Елдеркіним за участю англійської супермоделі Наомі Кемпбелл. Відео «Hopelessness» вийшло 6 травня 2016 року і було номіновано на Mercury Prize 2016 і Brit Awards. У 2016 році Еноні гастролювала Європою, США та Австралією, виступаючи з обличчям, прихованим під вуаллю протягом усього концерту, перед яскравими проекціями жінок, які синхронізували свої губи з екраном. Конфронтаційний виступ був описаний The New York Times як поєднання «жорсткого панку» і «радикальної емпатії, яку важко знайти в поп-музиці». На початку 2017 року вона випустила наступний міні-альбом під назвою PARADISE, працюючи з тими ж продюсерами. Фінальний трек отримали лише ті, хто написав на електронну пошту Еноні «…одне-два речення про те, що вас найбільше турбує, або про ваші надії на майбутнє. Надішліть це мені замість долара, який ви надсилали мені в старі часи».
У 2018 році з нагоди своєї виставки в Nikolaj Kunsthal у Копенгагені, Еноні випустила на YouTube трек «Miracle Now», який містить відео нью-йоркської трансґендерної перформансистки 1990-х років Пейдж Рейнольдс, яка грала у п'єсі The Johnsons «MIRACLE NOW» 1996 року роль «Останнього дельфіна».
У 2020 році Еноні випустила сингл «It's All Over Now, Baby Blue» Боба Ділана та «Be My Husband» Ніни Сімон. Через кілька днів після Республіканського національного з'їзду того року вона випустила протестний сингл на YouTube під назвою «R.N.C. 2020» із супровідним есе, опублікованим у The Guardian.
У жовтні 2021 року Еноні створила скульптурну інсталяцію «Fragile Future» для мультидисциплінарного колективу художників Drift у арт-центрі Нью-Йорка The Shed. У січні 2022 року Еноні створила музику для весняного показу Valentino «Anatomy of Couture».

### ANOHNI and the Johnsons
16 травня 2023 року Еноні оголосила про возз'єднання свого колишнього гурту, перейменувавши його на Anohni and the Johnsons. Гурт випустив новий сингл під назвою «It Must Change», продюсером якого виступив Джиммі Хогарт, а в кліпі знялася британська транс-активістка Манро Бергдорф. The New York Times написали, що «хмара елегії висить над піснею […] як над планетою, що потеплішала, в той час як Еноні — люто, ніжно — здається, співає голосом самої Матері-Землі». Гурт також представив майбутній альбом під назвою My Back Was a Bridge For You To Cross, на обкладинці якого зображена Марша П. Джонсон, виконана Елвіном Балтропом, який вийшов 7 липня 2023 року. Louder Than War написали, що альбом «зачіпає елементи американського соулу, британського фолку та експериментальної музики».

## Музична співпраця
Еноні час від часу співпрацює з іншими музикантами. 2003 року вона почала працювати з Лу Рідом як бек-вокалістка в турі Animal Serenade і виконала кілька пісень на альбомі Ріда The Raven. Вона співала на бек-вокалі (разом з Шерон Джонс і дитячим хором) під час першого повного виступу Лу Ріда з його альбомом Berlin у St Ann's Warehouse в Нью-Йорку в грудні 2006 року і в Державному театрі в Сіднеї, Австралія, в січні 2007 року. Еноні заспівала «If It Be Your Will» в рамках концертів Гела Віллнера Came So Far For Beauty в Сіднейському оперному театрі в 2005 році; пізніше цей виступ показали у фільмі Leonard Cohen: I'm Your Man, присвяченому Леонарду Коену.
У 2006 році вона співпрацювала з ісландською музиканткою Б'єрк під час записів на Ямайці та в Ісландії. Пісні «The Dull Flame of Desire» та «My Juvenile» увійшли до її альбому Volta 2007 року. Вони також заспівали ці пісні дуетом на кількох концертах Б'єрк, у тому числі в Лондоні, Рейк'явіку та Нью-Йорку. 2015 року Еноні співпрацювала з Б'єрк над піснею «Atom Dance» з альбому Vulnicura.
Також у 2006 році вона стала співпродюсером альбому Songs from the Coaline Canary співачки Little Annie, а також грала на фортепіано, співала на бек-вокалі та написала кілька пісень на альбомі. Пісня «Strangelove», написана Еноні та Little Annie у співавторстві, була використана як саундтрек до рекламної кампанії Levi's «Dangerous Liaisons» у 2007 році, отримавши кілька нагород, зокрема Канські леви — Міжнародний фестиваль реклами, 2007 (Бронзовий лев) за «Найкраще використання музики».
У 2008 році Еноні з'явилася на п'яти треках однойменного диско-альбому Hercules and Love Affair, зокрема на «Blind», який був визнаний найкращим треком 2008 року за версією Pitchfork і посів 2 місце у списку «10 найкращих синглів 2008 року» за версією американського журналу Entertainment Weekly.
Еноні працювала з Бернардом Батлером на кількох акустичних сесіях для радіостанції XFM. У червні 2009 року вона виступила наживо з Йоко Оно та гуртом Plastic Ono Band на концерті Ornette Coleman's Meltdown у Королівському фестивальному залі, заспівавши пісню Оно «Toyboat». Того ж року вона співпрацювала з Брайсом Десснером над піснею Боба Ділана «I Was Young When I Left Home» для благодійного альбому на підтримку боротьби зі СНІДом Dark Was the Night, який випустила організація Red Hot.
2 вересня 2013 року вона виступила на Веронській арені з італійським музикантом і автором пісень Франко Баттіато. Після цього концерту, в наступному місяці, вийшов концертний альбом Del suo veloce volo, виданий Universal.
У 2017 році Еноні з'явилася на політичному синглі CocoRosie «Smoke 'em Out» разом з Big Freedia, Cakes da Killa та іншими.
У червні 2022 року Еноні з'явилася на альбомі Hercules and Love Affair In Amber. Вона заспівала у шести треках, включаючи сингли «Poisonous Storytelling», і «One». Вона стала співавтором шести пісень, присутніх на альбомі, а також співпрацювала з барабанщиком Баджі з Siouxsie and the Banshees і The Creatures.

## Візуальне мистецтво та перформанс
У липні 2008 року Еноні дебютувала з низкою самостійно створених візуальних робіт на виставці в Брюсселі під кураторством Жерома Санса. Працюючи з давнім співавтором/фотографом Доном Феліксом Сервантесом та консультантом Джої Яконо, вона провела персональні виставки в галереї Isis у Лондоні та в Академії Альбертіна в Турині, Італія.
У квітні 2009 року вона була куратором виставки «6 Eyes» в галереї Аньєс Трубле Galerie Du Jour у Парижі. На цій виставці вона провела зв'язок між власною творчістю та роботами художників Пітера Худжара, Кікі Сміт, Барбари Куммард, Еліс О'Меллі, Джеймса Елейна та Вільяма Басінскі, і це була перша виставка робіт Пітера Худжара у Франції.
Персональна виставка малюнків і скульптур Еноні відкрилася в Музеї Хаммера в Лос-Анджелесі в січні 2012 року.
Персональна виставка малюнків і скульптур Еноні відкрилася в галереї Sikkema Jenkins у Нью-Йорку в червні 2013 року. Роберта Сміт з The New York Times сказала про виставку: «Іноді талант є концентрованим, іноді він охоплює кілька середовищ. Талант Еноні, співачки, авторки пісень і лідерки музичного гурту Antony and the Johnsons, належить до таких, що охоплюють декілька середовищ. Вона також є серйозною візуальною художницею. Її перша персональна виставка в Нью-Йорку слідує за виставками в Лос-Анджелесі та Лондоні і представляє чуттєвість, яка відповідає її несамовитим пісням і дзвінкій манері виконання: крихка, зухвала, розпадається на частини, але виживає».
Наступна виставка, що включала малюнки Еноні, відкрилася у вересні 2014 року в галереї Sikkemma Jenkins у Нью-Йорку.
У співпраці з Джоанною Константін, Кемброю Пфалер та Б'янкою і Сьєррою Казаді, Еноні представила виставку та серію перформансів «FUTURE FEMINISM» в галереї The Hole у Нью-Йорку у вересні 2014 року. Тринадцять скульптур з рожевого кварцу були виставлені протягом 2-тижневої серії заходів, а художниці, серед яких Лоррейн О'Ґрейді, Лідія Ланч, Кікі Сміт, Марина Абрамович, Теренс Кох і Narcissister, виступили з презентаціями.
Восени 2016 року Еноні представила «My Truth» у семи залах Kunsthalle Bielefeld в Німеччині. На першому та другому поверхах музею Еноні також курувала роботи Пітера Худжара, Кадзуо Оно та Джеймса Елейна.
Еноні була художницею-резиденткою в Культурній столиці Європи Орхусі 2017 року. У серпні вона спільно з Кемброю Пфалер та Йоганною Константін презентувала «FUTURE FEMINISM» в «O'Space» в Орхусі. Програма включала 25 лекцій, перформансів та воркшопів, у тому числі презентації FEMEN та Вікторії Кавеси з Феміністичної партії Швеції, «Performance Art 101» Кембри Пфалер та курс самозахисту.
У травні 2018 року Еноні представила мультимедійну виставку в музеї Ніколая Кунсталя в Копенгагені. Інсталяція включала колекцію обрамлених газетних статей про смерть Марші П. Джонсон, глобальне потепління і танення полярних льодовиків, початок епідемії СНІДу та утилізацію ядерних відходів часів холодної війни. Серія з дев'яти архівних відеознімань повертається до постановки Еноні «Miracle Now» 1996 року з її нью-йоркською групою The Johnsons, за участю виконавців і співавторів, зокрема Джулії Ясуди, Джоанни Константін, Пейдж, Lavinia Co-op і Аманди Лепор. Інша галерея містила архіви та візуальні матеріали з її роботи як драматурга та режисера в експериментальному театрі та нічних клубах Нью-Йорка протягом 1990-х років. Ще три галереї розміщували картини, скульптури та відео Еноні.
У квітні 2019 року Еноні організувала виставку під назвою «LOVE» в The Kitchen у Нью-Йорку. Вона написала про виставку в програмі: «Ми стикаємося з серйозною невизначеністю щодо існування майбутнього. Чи можемо ми реорганізувати наше прагнення перерізати горло природі? Я постійно запитую себе: „Що насправді відбувається?“. Та ж хвороба, що інфікує біосферу, розрослася навколо систем, які підтримують моє власне сучасне життя, і в мені розкрився цвіт безнадії. Я думаю про те, щоб утримувати простір для зникнення людей, спільнот, біорізноманіття у спосіб, який відкривається у спектральний час, витікаючи з усіх точок одночасно». Частково вшановуючи пам'ять своєї давньої колеги Юлії Ясуди, Еноні опублікувала книгу фотографій дружини Юлії, Еріки Ясуди, приурочену до цієї події. Еноні також поставила п'єсу під назвою «She Who Saw Beautiful Things», в якій грали Чарльз Атлас, Лоррейн О'Ґрейді, Конні Флеммінг, Лорі Андерсон та ін.
Еноні стала художньою радницею Голландського фестивалю в червні 2023 року і запросила до участі таких артистів, як Кембра Пфалер, Лінетт Волворт, Йоганна Константін, Вільям Басінскі та Адрієнн Мері Браун. Вона курує перепостановку групової виставки «Future Feminism», а також виставку фотографій, малюнків і скульптур за участю Юлії Ясуди під назвою «She Who Saw Beautiful Things» в Huis Willet-Holthuysen.

## Ґендерна ідентичність

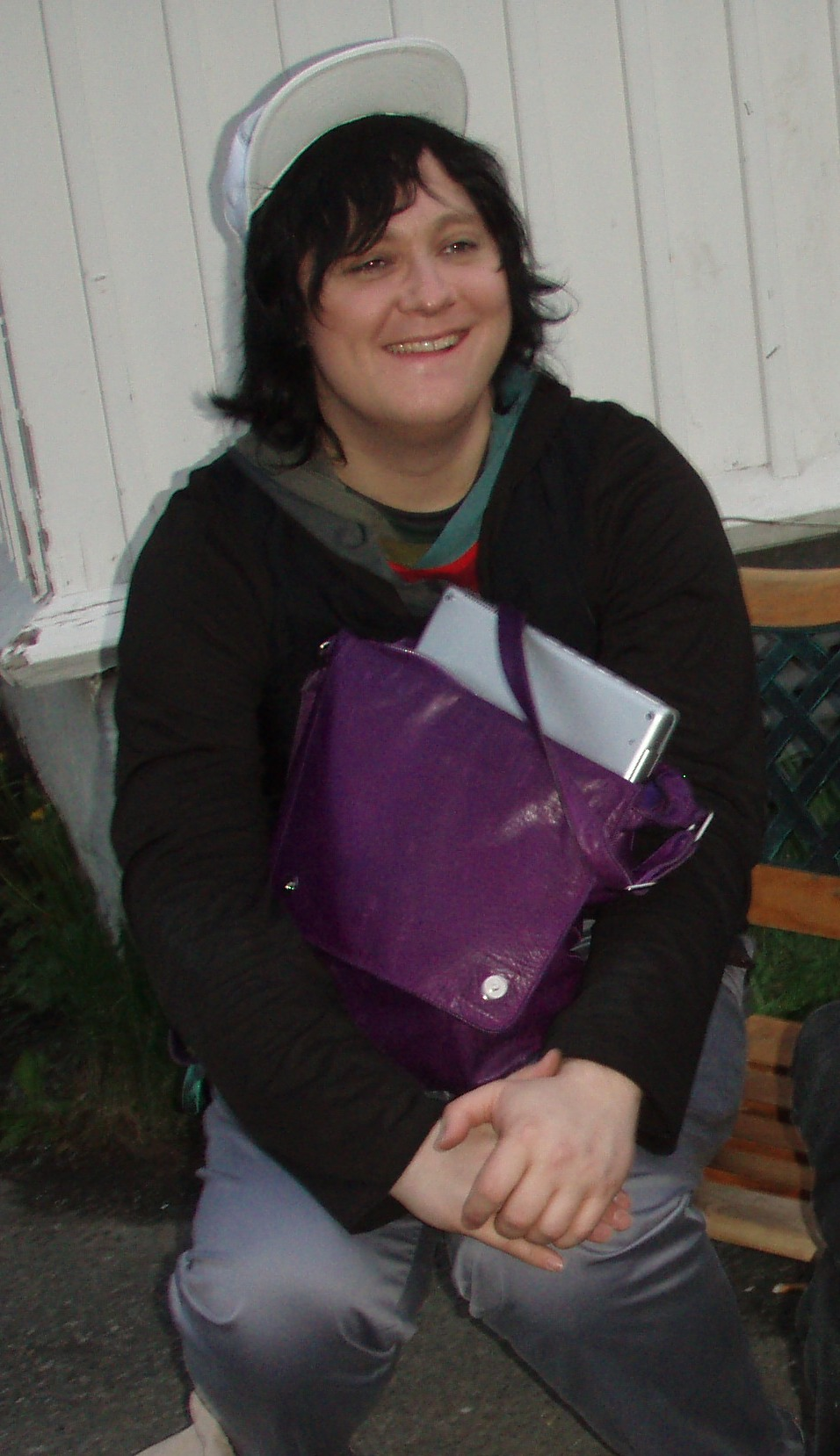
Еноні у Ліллегаммері, Норвегія (2007)

Еноні є трансґендером і використовує займенники she/her (вона/її). 2005 року, за 11 років до того, як вона публічно змінила займенники, Еноні заявила в інтерв'ю журналу Magnet: «Я віддаю перевагу ярлику [трансґендер], а не „гей“ (…) Послухайте, я вірю, що в кожному з нас є сім'я: мати, батько, син, дочка. Що стосується того, як це впливає на мою музику, я думаю, що це так само, як і у випадку з іммігрантами. Коли ти перебуваєш за межами норми, це, як правило, робить тебе більш інтроспективним». У 2015 році газета The Wall Street Journal повідомила, що «44-річна Еноні (була) тепер відкрито трансґендерною», помилково сприйнявши зміну імені та займенника як її першу публічну заяву про транс-ідентифікацію.
Шістьма роками раніше, у 2008 році, у серії інтерв'ю шведської програми Face Culture, Еноні заявила: «(Трансґендерність — це) просто невіддільна частина того, ким я є. Мені ніколи не доводилося по-справжньому відкриватися, тому що це завжди було очевидно для всіх. Річ у тім, що трансґендерні люди не можуть цього приховати… Мова, якою можна говорити про ці речі, дійсно зростає, навіть за останні п'ять чи десять років, і суспільна свідомість щодо цих речей дійсно зросла…. Мені пощастило, що відкрилося вікно і з'явилася платформа для таких, як я, де я можу говорити про свій досвід прямо і відверто. Це також дуже добре для інших трансґендерних людей відчувати себе представленими, тому що це група, навіть у сім'ї, яку люди намагаються зробити невидимою».
В інтерв'ю для Flavorwire у листопаді 2014 року вона заявила: «Мої найближчі друзі та родина звертаються до мене у жіночому роді. Я не наказувала пресі робити те чи інше… В особистому житті я віддаю перевагу „вона“. Я вважаю, що слова важливі. Називати людину за обраною нею статтю — це шанувати її дух, її життя і внесок. „Він“ для мене — невидимий займенник, він заперечує мене».
У 2016 році співачка оголосила, що змінює своє ім'я на ANOHNI, і розповіла про свої погляди на трансґендерність: «Транс-стан — це прекрасна таємниця, це одна з найкращих ідей природи. Який неймовірний імпульс змушує п'ятирічну дитину сказати батькам, що це не те, що вони думають. З крихітним доступом кисню ці діти можуть розквітнути і стати справжнім подарунком. Вони дають іншим людям можливість глибше досліджувати себе, дозволяючи розквітнути барвам їхньої власної психіки».

## Дискографія

### Сольні альбоми
- Hopelessness (2016)
- Paradise EP (2017)

### Anohni and the Johnsons
- Antony and the Johnsons (2000)
- I Am a Bird Now (2005)
- The Crying Light (2009)
- Swanlights (2010)
- My Back Was a Bridge for You to Cross (2023)